# Torsten Gutsche
Torsten René Gutsche (* 8. Juni 1968 in Eisenhüttenstadt) ist ein deutscher Kanute, mehrfacher Weltmeister und dreimaliger Olympiasieger.

## Werdegang
Der Kanurennsportler des KC Potsdam gewann mit seinem Partner Kay Bluhm bei den Olympischen Spielen in Barcelona 1992 eine Goldmedaille im Zweier-Kajak über 500 m und 1000 m.
Dafür erhielt er am 23. Juni 1993 das Silberne Lorbeerblatt.
Bei den Olympischen Spielen in Atlanta 1996 wiederholte er seinen Erfolg mit einer Goldmedaille über 500 m. Zudem gewann er eine Silbermedaille über 1000 m im Zweier-Kajak.
Danach wechselte er zum Vierer-Kajak um zusätzlich zu seinen sieben Weltmeisterschaften im Zweier-Kajak noch vier weitere zu gewinnen.
Sein letzter großer Wettbewerb waren die Kanu-Weltmeisterschaften 1999 in Mailand, wo er im Vierer-Kajak eine Goldmedaille (500 m) sowie eine Silbermedaille (1000 m) gewann. Im Jahre 2000 war er verletzt und konnte sich sportlich nicht für die Olympischen Spiele in Sydney 2000 qualifizieren.
Danach beendete er seine Karriere.

## Internationale Erfolge
Gutsche zählt mit seinen Erfolgen zu den erfolgreichsten männlichen Kanuten aller Zeiten.
- Olympische Spiele
  - 1992 Barcelona: Gold (Zweier-Kajak 500 m), Gold (Zweier-Kajak 1000 m)
  - 1996 Atlanta: Gold (Zweier-Kajak 500 m), Silber (Zweier-Kajak 1000 m)

- Weltmeisterschaften
  - 1989 Plovdiv: Gold (Zweier-Kajak 500 m), Gold (Zweier-Kajak 1000 m)
  - 1990 Posen: Gold (Zweier-Kajak 1000 m), Bronze (Zweier-Kajak 500 m), Bronze (Vierer-Kajak 1000 m)
  - 1991 Paris: Gold (Zweier-Kajak 1000 m), Silber (Zweier-Kajak 500 m)
  - 1993 Kopenhagen: Gold (Zweier-Kajak 500 m), Gold (Zweier-Kajak 1000 m)
  - 1994 Mexiko-Stadt: Gold (Zweier-Kajak 1000 m), Bronze (Zweier-Kajak 500 m)
  - 1995 Duisburg: Silber (Zweier-Kajak 1000 m)
  - 1997 Dartmouth: Gold (Vierer-Kajak 1000 m), Silber (Vierer-Kajak 500 m), Bronze (Vierer-Kajak 200 m)
  - 1998 Szeged: Gold (Vierer-Kajak 500 m), Gold (Vierer-Kajak 1000 m)
  - 1999 Mailand: Gold (Vierer-Kajak 500 m), Silber (Vierer-Kajak 1000 m)

## Auszeichnung
- 1992 Bambi-Preisträger